# غوردون رايت
غوردون رايت (بالإنجليزية: Gordon Wright)‏ (3 أكتوبر 1884 إنجلترا المملكة المتحدة - 5 يونيو 1947) هو لاعب كرة قدم بريطاني سابق كان يلعب كلاعب وسط، شارك في الألعاب الأولمبية الصيفية 1912.

## روابط خارجية
- غوردون رايت على موقع الاتحاد الدولي (مؤرشف)  (الإنجليزية)
- غوردون رايت على موقع قاعدة بيانات كرة القدم.إي يو (الإنجليزية)
- غوردون رايت على موقع قاعدة بيانات كرة القدم.إي يو (الإنجليزية)
- غوردون رايت على موقع ناشيونال فوتبول تيمز (الإنجليزية)
- غوردون رايت على موقع أوليمبيديا (الإنجليزية)